# 祁阳市第一中学
26°34′57″N 111°53′02″E / 26.582387°N 111.883821°E
祁阳市第一中学位于湖南省永州市祁阳市，为永州市公立学校，湖南省示范性中学之一。

## 历史
1912年，“祁阳县立中学堂”建立，是祁阳县第一中学的前身。
1930年，“祁阳县乡村师范学校”在文昌书院的地址上建立。
1943年，“祁阳县立中学”在浯溪中宫寺建立。
1944年，日军入侵该地，学校中止。
1945年，“祁阳县立中学”与“祁阳县乡村师范学校”合并为“祁阳县临时联合中学”，建在三圣殿。8月15日，大日本帝国投降，“祁阳县临时联合中学”迁回祁城，恢复学校原名“祁阳县立中学”，建筑在山川唐樟荘。
1946年，学校接收“祁阳县乡村师范学校”。
1947年，学校迁到浯溪。
1950年，“祁阳县简易乡村师范学校”合并到“祁阳县立中学”，搬迁到文昌书院。
1953年，“祁阳县立中学”更名为“湖南省祁阳中学”。
1960年9月，“湖南省祁阳中学”更名为“湖南省祁阳县第一中学”。

## 学校文化

### 校训
博、雅、真、精

### 校风
民主、文明、和谐、进取

### 教风
敬业、严谨、务实、创造
勤奋、守纪、求实、创新

### 社团
书岩文学社

## 著名校友
- 刘大响，航空动力专家，院士。

## 奖项
祁阳一中曾先后荣获“湖南省先进单位”、“湖南省绿化先进单位”、“湖南省群众体育工作先进单位”、“湖南省艺术教育先进学校”、“湖南省雷锋式学校”、“湖南省优秀考点”、“湖南省劳动技术教育先进单位”、“湖南省学校周边治安综合治理工作先进集体”、“湖南省未成年人思想道德建设先进集体”、“湖南省依法治校示范学校”、“湖南省绿色学校”、“湖南省文明单位”等荣誉奖项。